# Чжоу Пейшунь
Чжоу Пейшунь (8 березня 1962) — китайський важкоатлет.
Срібний призер Олімпійських Ігор 1984 року в категорії 52 кг.